# Sorn (East Ayrshire)
Pour les articles homonymes, voir Sorn.
Sorn est un village situé dans l’East Ayrshire, en Écosse.